# Sclerocactus spinosior subsp. blainei
Sclerocactus spinosior subsp. blainei ist eine extrem gefährdete Unterart der Pflanzenart Sclerocactus spinosior in der Familie der Kakteengewächse (Cactaceae). Die Unterart wurde zu Ehren von Blaine Welsh, der Frau von Stanley Larson Welsh, benannt. Englische Trivialnamen sind „Blaine´s Cactus“ und „Eagle Claw Cactus“.

## Beschreibung
Sclerocactus spinosior subsp. blainei wächst einzeln kugelig. Er wird 4 bis 12 cm lang und erreicht 3 bis 8 cm im Durchmesser. Die violetten kurzen, röhrenförmigen Blüten sind 1 bis 3,5 cm lang und 1 bis 2 cm breit. Typisch ist die pubescente Bedornung. Die Unterart Sclerocactus spinosior subsp. blainei ist in allen Maßen kleiner als die Unterart Sclerocactus spinosior subsp. spinosior. Die Art ist bereits im frühen Jugendstadium blühfähig. Die Blütezeit ist im April bis Mai.

## Verbreitung
Sclerocactus spinosior subsp. blainei wächst in der Great Basin Wüste in Nevada in einem begrenzten Areal auf flachen Hügeln in kalksteinhaltigem Boden in Höhenlagen von 1350 bis 1750. Sie ist dort vergesellschaftet mit Micropuntia gracilicylindrica, Echinocereus engelmanni und weiteren Kakteenarten sowie Yucca baccata und Yucca harrimaniae.

## Systematik
Die Beschreibung als Sclerocactus spinosior subsp. blainei erfolgte 1995 von Fritz Hochstätter.
Synonyme sind Sclerocactus blainei S.L.Welsh & K.H.Thorne (1985, Basionym), Sclerocactus schlesseri K.D.Heil & S.L.Welsh (1986) und Sclerocactus spinosior var. schlesseri (K.D.Heil & S.L.Welsh) R.May (1988).

## Bilder
Sclerocactus spinosior subsp. blainei:

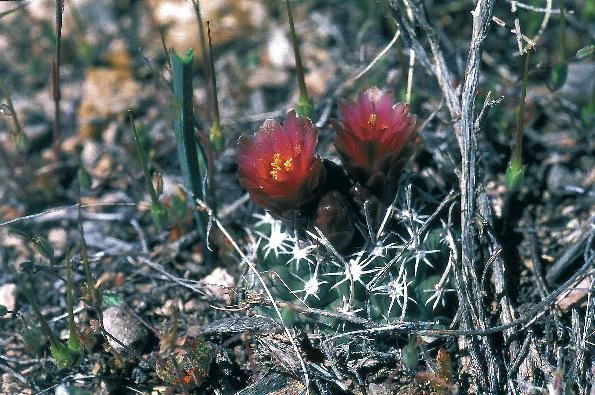
Eine Jungpflanze im April in Nevada.
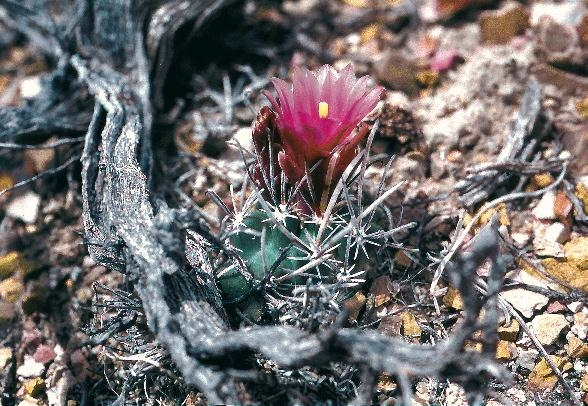
In der Great Basin Wüste in Nevada.
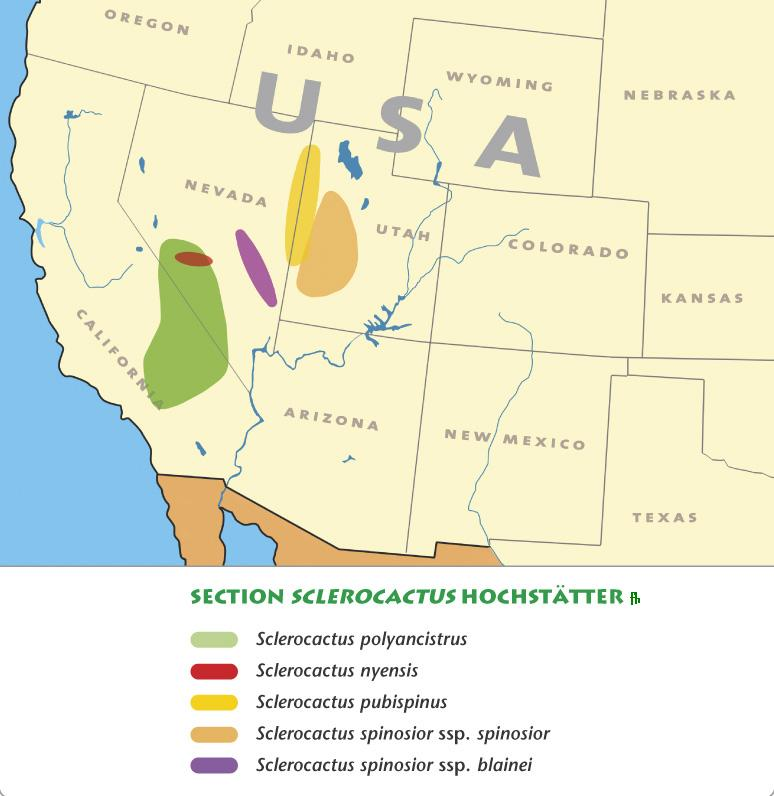
Das Verbreitungsgebiet der Sektion Sclerocactus.